# Une (Cundinamarca)
Une es un municipio colombiano del departamento de Cundinamarca ubicado en la Provincia de Oriente, a 43 km al suroriente de Bogotá. 
Une es considerado el municipio más antiguo del departamento.

## Toponimia
El topónimo «Une», en muysccubun (idioma muisca) significa «olla», o "centro de reunión del cacicazgo" de Ubaque. Según el diccionario de Acosta Ortegón el otro significado es «cosa buena».

## Historia
La fecha de fundación del municipio de Une fue el 22 de febrero de 1538. El primer encomendero fue Diego Romero, de la tropa de Gonzalo Jiménez de Quesada. A comienzos de noviembre de 1594 el Oidor Miguel de Ibarra en visita dio descripción de 1.058 indios. El 19 de junio de 1600 el oidor Luis Enríquez por auto proferido en Santafé determinó poblar los indios de Queca y Une en un solo pueblo que era Une. El oidor contrató al albañil Juan Robles para construir la iglesia. El 9 de julio de 1629 el visitador Lesmes de Espinosa dispuso la reparación de la iglesia, la cual ordenó Juan de Valcárcel el 12 de enero de 1630. En el informe estadístico de Francisco Antonio Moreno y Escandón de 3 de enero de 1779 aparecen en la población 181 blancos y 675 indios. El mismo fiscal fundó una casa hospital para los indios.
El telégrafo se inauguró en 1898 y el teléfono el 26 de julio de 1936. Su primera escuela nocturna fue creada por Acuerdo del Concejo N.º 1 de 1912, de la que fue director Adriano Beltrán Pérez. El 15 de agosto de 1916 se inauguró la primera piedra de la actual iglesia por el párroco Luis Francisco Luque, dirigió la obra el maestro Antonio Camargo, la continuó el padre Eugenio Celis en 1928, fecha en que se hicieron las torres. El 20 de julio de 1922 se inauguró el matadero municipal. El 13 de junio de 1924 a las 6 de la tarde se dio al servicio la luz eléctrica, producida por la planta municipal, construida por una sociedad de vecinos. La carretera a Caraza, sitio sobre la troncal al Llano fue trazada en 1927 por los ingenieros Hernándo Parra Lleras y Ezequiel Sánchez, siendo gobernador el doctor Ruperto Melo, iniciado el 12 de octubre de 1928 e inaugurada el 17 de diciembre de 1932.

## Geografía
Une es uno de los 116 municipios del departamento de Cundinamarca y se encuentra ubicado en la Provincia del Oriente, parte sur del departamento, en las estribaciones de la Cordillera Oriental, en la cual la bañan las aguas del Río Negro.

### División Político-Administrativa
La Cabecera municipal tiene los siguientes barrios: Villa Natalia, Villa Adriana, Las Orquídeas, El Danubio, El Porvenir, Villa de los Ángeles, Urbanización Lina María y Altos de Priscila
Tiene bajo su jurisdicción los centros poblados: Timasita y El Ramal.
Además, el municipio está compuesto con las siguientes 17 veredas:  Ramal, Combura, Queca, Bolsitas, San Luis, Mundo Nuevo, Puente de Tierra, El Salitre, La Mesa, Raspados, San Isidro, Llanitos, Hoya de Carrillos, Hoya de Pastores, El Pedregal, Mategá y Timasita

## Símbolos
Escudo: Comprende un círculo dividido en dos líneas oblicuas, que al unir sus partes en el centro dan el significado del nombre del municipio. 
- En la superior se encuentra el resplandor del Sol y un tractor, que quiere decir riqueza, producto del trabajo y tecnificación en las labores agrícolas. En los bordes azules indica el cielo.

- En la inferior, un engranaje, que significa la industria, el progreso que llegará al municipio. Aparece además toda la vida del campo que le da y seguirá dando desarrollo y sustento.

- En la izquierda se encuentra una estrella y una balanza. El fondo rojo es el amor por la patria chica y la balanza equidad y justicia.

- En la derecha, aparece una familia que significa la estirpe campesina y la unidad familiar.

En la parte final el lema "Tierra de Paz y Progreso".
Bandera: Consta de tres franjas y cada color se describe así: 
- Rojo, que es el amor por el terruño.
- Blanco, simboliza tranquilidad y paz.
- Verde, la bondad y fertilidad de sus campos.

Himno
| Autores Letra: Pedro Medina Avendaño. Música: Raúl Rosero Polo. Coro ¡Une! Hermano del sol y del viento de la calma y de la tempestad, eres bello y cabal monumento a la patria y a la libertad. (Bis) | I La mañana madruga en el río y se viste de fiesta el Peñón y parece una nube el gentío porque estalla la revolución. II Fue un tiempo brillante guerrero y cuando Une marchaba a la lid, el coraje de Urías Romero evocaba donaires del cid. (bis) | III Al compás de sus cielos abiertos se abre amigo el progreso en el bien, los hogares son cálidos puertos y las cunas promesa y vaivén. IV Nos da el pan nuestra pródiga tierra es hermosa tranquila y feraz, le decimos adiós a la guerra, con un himno al trabajo y la paz. |

## Turismo
- Alto del Calvario de Une
- Antiguos Caminos Reales

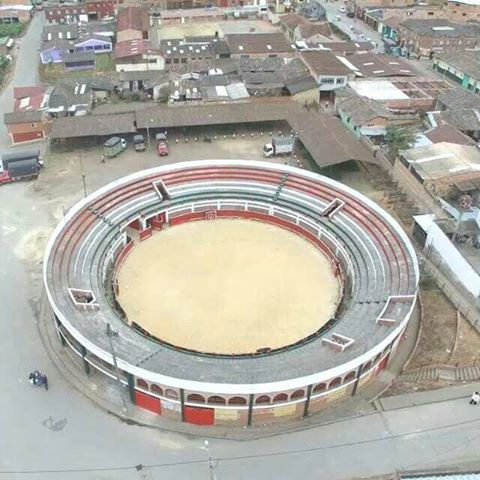
Plaza de toros Leopoldo Romero Cubillos de Une - Cundinamarca

- Artesanías: Tejidos en lana virgen, artesanías en madera.
- Caída de Agua: Conocida como La Chorrera.
- Casa de la Cultura
- Piedra El Hueco
- Plaza de Toros Leopoldo Romero Cubillos
- Alto de la María.

- Cueva del Santuario
- Represa de chocolate
- Campana del diablo
- Piedra del diablo
- Gastronomía muy variada.

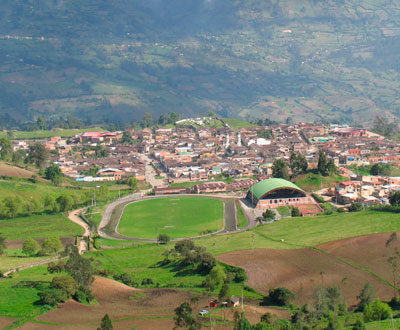
Vista panorámica de Une - Cundinamarca

- Polideportivo municipal (incluye la piscina municipal)

## Movilidad
A Une se llega desde Bogotá (localidad de Usme) por la Ruta Nacional 40 en Chipaque y una vez allí se va por carretera al sur hasta el casco urbano unense.

### Servicios de transporte
Empresas de transporte que ingresan al Municipio:
- Cooperativa de Transportadores de Cáqueza "COOTRANSCÁQUEZA".
- Cooperativa de Transportadores de Une "COOTRANSUNE"

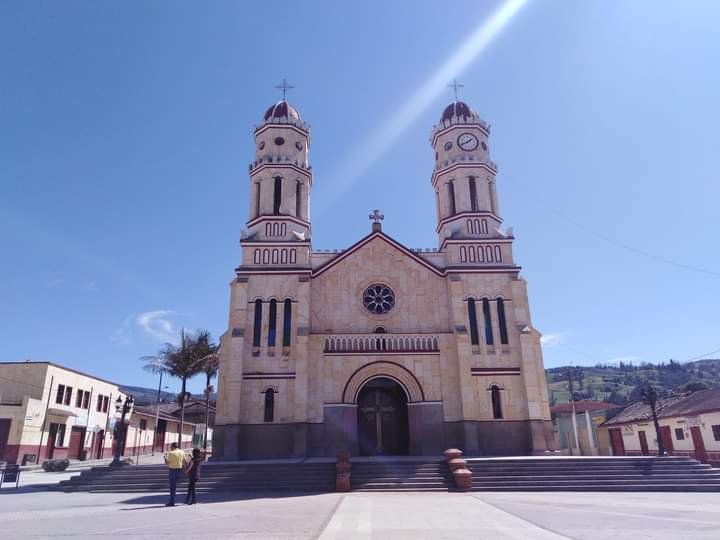
Parroquia Nuestra Señora de la Concepción
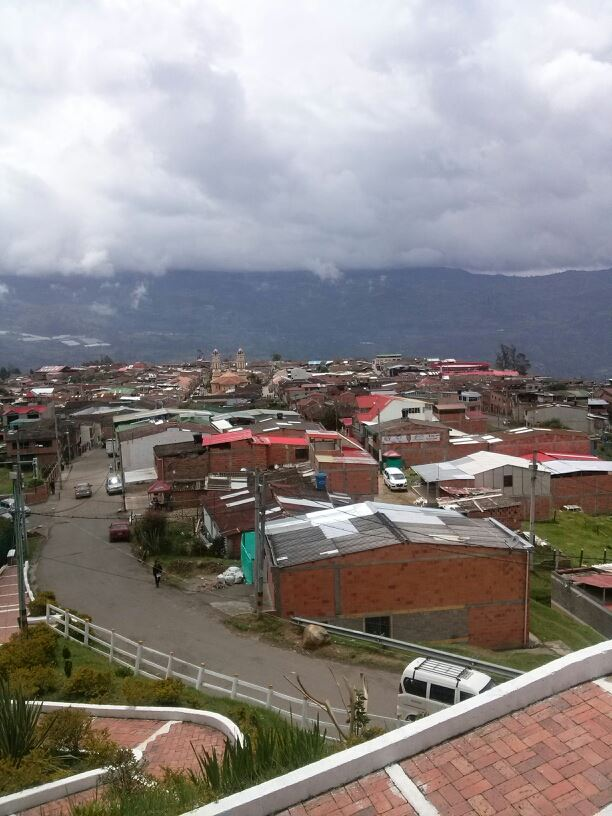
Panorámica de Une desde el alto del calvario
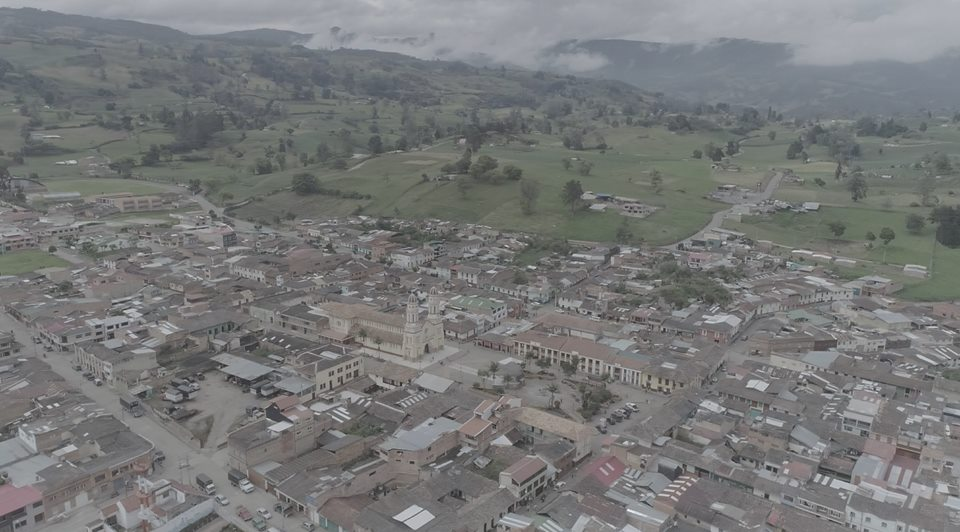
Panorámica Aérea de Une

## Administración política
Conformado por la administración municipal y nueve (9) concejales municipales
Alcaldes municipales:
- Álvaro Gómez Rico  (2024-2027)
- Fredy Alonso Cubillos Poveda  (2020-2023)
- Yecith Efrén Ángel Romero  (2016-2019)
- José Luis Arturo Celeita Acosta  (2012-2015)
- Adriana Ramírez Suárez  (2008-2011)
- Leopoldo Romero Cubillos  (2004-2007)
- Sonia Mercedes Criollo Alejo  (2000-2003)
- Ángel María Criollo Cruz  (1998-2000)

## Educación
- Institución Educativa Departamental Fidel Leal y Bernabé Riveros.
- Sede Urbana Pedro Elíseo Cruz.
- Sede Urbana Alianza.
- Escuelas veredales.